# Мозес Ґанн
Мозес Ґанн (англ. Moses Gunn; 2 жовтня 1929, Сент-Луїс, Міссурі, США — 16 грудня 1993, Гілфорд, Коннектикут, США) — американський актор. Лауреат премії «NAACP Image Award» (1982) у номінації «Найкращий актор другого плану в фільмі» за роль Букера Т. Вашингтона у фільмі «Регтайм» (1981). Номінований у 1976 році на Премію «Тоні» в номінації «Найкраща чоловіча роль у постановці п'єси». За свою 31-річну кінокар'єру зіграв у 71 фільмі і телесеріалі.

## Життєпис
Мозес Ґанн народився у Сент-Луїсі, штат Міссурі, у сім'ї Марії та Джорджа Ґанна, у нього було шестеро братів та сестер. Після служби в армії закінчив Університет штату Теннессі, а потім вступив до аспірантури у Канзаський університет, де отримавши ступінь магістра. Викладав деякий час у Гремблінджському державному університеті, до того як почав акторську кар'єру.
Помер Мозес Ґанн 16 грудня 1993 року, в 64-річному віці від ускладнень астми.

## Особисте життя
Мозес Ґанн одружився з Ґвендолін Маммі Ландсі у 1966 році, ставши вітчимом її дочки Кірстен Сари Ланді. У них був син Джастін Пол Моузес (нар. 1970), який став музикантом і композитором в Копенгагені.

## Вибіркова фільмографія
| Рік       |    | Українська назва          | Оригінальна назва             | Роль                                                 |
| --------- | -- | ------------------------- | ----------------------------- | ---------------------------------------------------- |
| 1964      | ф  | Нічого крім чоловіка      | Nothing But a Man             | Мілл Ганд                                            |
| 1970      | ф  | Велика біла надія         | The Great White Hope          | Скіпіо                                               |
| 1971      | ф  | Дикі бродяги              | Wild Rovers                   | Бен                                                  |
| 1971      | ф  | Шафт                      | Shaft                         | Бампі Джонс                                          |
| 1972      | ф  | Орел в клітці             | Eagle in a Cage               | генерал Ґаспар Ґурґо                                 |
| 1972      | ф  | Крадений камінь           | The Hot Rock                  | доктор Амуса                                         |
| 1973      | ф  | Продавець льоду гряде     | The Iceman Cometh             | Джо Мотт                                             |
| 1975      | ф  | Ролербол                  | Rollerball                    | Клетус                                               |
| 1978      | ф  | Запам'ятай моє ім'я       | Remember My Name              | Пайк                                                 |
| 1981—1983 | с  | Батько Мерфі              | Father Murphy                 | Мозес Гейдж (34 епізоди)                             |
| 1981      | ф  | Регтайм                   | Ragtime                       | Букер Т. Вашингтон                                   |
| 1982      | ф  | Амитивілль 2: Одержимість | Amityville II: The Possession | детектив Тернер                                      |
| 1984      | ф  | Нескінченна історія       | The Neverending story         | Кайрон                                               |
| 1984      | ф  | Та, що породжує вогонь    | Firestarter                   | доктор Пінчот                                        |
| 1986      | ф  | Перевал розбитих сердець  | Heartbreak Ridge              | сержант Люк Вебстер                                  |
| 1987      | ф  | Мотель Бейтса             | Bates Motel                   | Генрі Вотсон                                         |
| 1990      | с  | Байки зі склепу           | Tales from the Crypt          | дядько Езра Торнберрі (Епізод: "Fitting Punishment") |
| 1992      | тф | Мемфіс                    | Memphis                       | Тіо Віґґінс                                          |
| 1993      | с  | Вбивство: життя на вулиці | Homicide: Life on the Street  | Ріслі Такер (Епізод: "Three Men and Adena")          |